# Baccano!
Baccano! (バッカーノ!?, Bakkāno!) è una serie di light novel scritta da Ryōgo Narita ed illustrata da Katsumi Enami. Nel 2007 i primi quattro romanzi della serie sono stati adattati in una serie televisiva anime prodotta dalla Aniplex, mentre i successivi sono stati adattati in un manga.
La serie, che prende avvio negli Stati Uniti d'America degli anni trenta e si muove avanti e indietro nel tempo dal XVIII secolo fino ai giorni nostri, è costituita da svariate storie separate che si intersecano tra di loro in un crescendo di azione e intrecci tra i numerosi personaggi: bande mafiose, alchimisti in cerca della vita eterna, ladruncoli da strapazzo e giornalisti. Il titolo Baccano! viene interpretato dall'autore come «stupida confusione».

## Trama
Nel 1711 alcuni alchimisti a bordo della nave Advena Avis evocano un demone con l'intento di ottenere la vita eterna. La creatura dona loro l'elisir di lunga vita e il metodo per mettere fine alla loro esistenza "divorandosi" a vicenda, nel caso in cui qualcuno, stanco della sua incapacità di morire, volesse mettere fine alle proprie sofferenze. Il demone confida inoltre al loro capo Maiza Avaro la formula dell'elisir. Egli e la maggior parte degli alchimisti decidono che nessun altro debba diventare immortale e che la formula debba rimanere un segreto; solo Szilard Quates è contrario alla proposta. La notte seguente gli alchimisti cominciano a sparire uno dopo l'altro, divorati da Szilard. Resisi conto della minaccia costituita dallo stare insieme, i rimanenti si disperdono quindi in tutto il globo.
A New York nel novembre 1930, Szilard riesce a ricreare l'elisir di lunga vita, che gli viene però sottratto dal giovane ladruncolo Dallas Genoard. La bottiglia di elisir inizia a viaggiare avanti e indietro per la città, passando per le mani di Dallas, dei tre fratelli mafiosi Gandor, della coppia di ladri eccentrici Isaac Dian e Miria Harvent e di Firo Prochainezo, giovanissimo capo della piccola famiglia camorrista dei Martigio; senza che nessuno di loro si accorga del suo reale contenuto. Szilard trasforma Dallas in un immortale incompleto, con l'incarico di ritrovare l'elisir, tuttavia, prima di riuscirci, i Gandor, Firo Prochainezo, i Martigio e Isaac e Miria consumano il contenuto della bottiglia. Firo si innamora di Ennis, homunculus di Szilard. Ella tradisce il suo padrone spiegando al giovane come divorare un altro immortale e in cambio Firo le salva la vita. I fratelli Gandor puniscono Dallas per aver ucciso alcuni membri della loro famiglia, chiudendolo in un barile riempito di cemento lasciato affondare nel fiume Hudson.
Sul finire del 1931 i Gandor sono in guerra con la Onorata Famiglia per il controllo della stessa zona. Nel tentativo di mettere fine alle ostilità Luck Gandor chiede aiuto a suo fratello adottivo Claire Stanfield, un consumato assassino. Il giovane si dirige quindi a Chicago e sale a bordo del treno Flying Pussyfoot come conducente. Il treno è dirottato in contemporanea dalle gang dei Russo e dei Lemuri, tra le quali scoppia una disputa per il controllo del veicolo. Intanto Jacuzzi Splot, Nice Holystone e la loro banda cercano di proteggere i passeggeri, mentre Claire assume l'identità del leggendario "Rail Tracer" — un mostro temuto per divorare i viaggiatori — e uccide gran parte dei membri delle due gang rivali. I restanti criminali sono sconfitti dalla banda di Jacuzzi, prima dell'arrivo del treno a New York a inizio 1932. Nel frattempo Eve Genoard si mette in cerca del fratello Dallas e viene coinvolta nella faida tra Gandor e Onorata Famiglia. Nonostante sia ancora arrabbiato per le morti causate da Dallas, Luck rivela ad Eva la posizione del fratello, ottenendo dalla donna l'aiuto necessario a mettere fine allo scontro tra le due famiglie.
Nel 1933 Dallas è tirato fuori dal fiume, ma viene immediatamente sequestrato dai Lamia, un gruppo alle dipendenze di Huey Laforet. Intanto le operazioni di Jacuzzi cominciano a sconfinare negli affari dei Gandor e dei Martigio. Alcuni rappresentanti delle due famiglie si dirigono quindi a casa di Eve, dove si trovano i membri della banda. Nello stesso istante arrivano anche i Lamia in cerca di aiuto da parte di Jacuzzi; essi hanno rapito Dallas per dimostrare che è possibile ottenere l'immortalità e convincono Jacuzzi ad unirsi a loro. In un'altra zona di New York, per ordine di Huey, viene provocata un'esplosione nella sede della Mist Wall, una branca della ditta di ricerca e sviluppo di attrezzatura militare Nebula.
L'anno seguente nel penitenziario dell'isola di Alcatraz si trovano Ladd Russo, imprigionato per i massacri compiuti a bordo del Flying Pussyfoot, Firo, incarcerato per distruzione di proprietà pubblica durante l'esplosione di Mist Wall e Isaac, accusato di diversi furti. I tre stringono amicizia e incontrano Huey, imprigionato anni prima con l'accusa di tradimento e cospirazione. Intanto Christopher Shouldered, homunculus di Huey, e Graham Specter, fedele servitore di Ladd causano agitazioni a Chicago. Successivamente Jacuzzi e la sua gang ritornano a Chicago, mentre Ladd cerca di uccidere Huey.

## Personaggi
Il cast della serie è composto da molti personaggi apparentemente scollegati tra loro, tra cui Isaac Dian e Miria Harvent, una coppia di ladri eccentrici; Firo Prochainezo e il suo mentore Maiza Avaro, membri della piccola famiglia camorrista dei Martigio; Keith, Berga e Luck Gandor, tre fratelli che gestiscono la famiglia mafiosa dei Gandor; Szilard Quates, alchimista che ha ricreato l'elisir di lunga vita, bevuto accidentalmente da molti personaggi; Dallas Genoard, un giovane ladruncolo di nobile famiglia, e sua sorella Eve; il sicario Ladd Russo e la sua fidanzata Lua Klein; i gangster Jacuzzi Splot e Nice Holystone; e il fratello adottivo dei Gandor, Claire Stanfield, conosciuto anche come il leggendario assassino Vino.
Nel creare la serie Narita non aveva in mente uno sviluppo preciso e dettagliato. Ha fatto quindi in modo di "tessere" la storia attorno al comportamento dei vari personaggi, cambiando più volte le trame e le strutture dei romanzi. L'autore ha inoltre dichiarato di lasciare ai suoi personaggi la libertà di agire a loro piacimento, ma di trovare in questo suo metodo delle difficoltà, poiché alcuni protagonisti si "muovono" troppo e corrono il rischio di distruggere la trama, mentre altri sono difficili da far procedere con la storia. I personaggi creati da Narita sono stati apprezzati per i loro diversi aspetti e personalità e perché ognuno sembra possedere una particolare psicosi.

## Media

### Light novel
Narita ha presentato il primo racconto alla nona edizione del Dengeki Novel Prize nel 2002, aggiudicandosi il terzo posto. Questa light novel è stata poi pubblicata da ASCII Media Works il 10 febbraio 2003 sotto l'etichetta della Dengeki Bunko. Attualmente l'opera è ancora in corso di pubblicazione, con 22 volumi messi in commercio. La serie è stata esportata in tutto il sud-est asiatico: l'edizione sudcoreana è edita da Daewon C.I. nella collana Newtype Novels, una versione in cinese è pubblicata dalla Kadokawa Media.

### Anime
Un adattamento anime di 16 puntate è stato diretto da Takahiro Omori e prodotto da Brain's Base e Aniplex nel 2007. I primi 13 episodi sono andati in onda dal 26 luglio al 1º novembre 2007 su WOWOW, un canale pay-per-view giapponese, mentre gli ultimi 3 sono stati messi in commercio solo per il mercato home video come OAV, pubblicati rispettivamente col quinto, settimo e ottavo DVD della serie. L'anime è stato raccolto in 8 DVD, ognuno contenente due episodi, pubblicati da Aniplex dal 24 ottobre 2007 al 28 maggio 2008. La collezione Blu-ray è stata messa in commercio il 26 gennaio 2011. La sigla di apertura utilizzata è Gun's & Roses dei Paradise Lunch, la sigla di chiusura Calling di Kaori Oda.

### Manga
Un adattamento manga intitolato Baccano! 1931 The Grand Punk Railroad (バッカーノ！ 1931 The Grand Punk Railroad?) è stato scritto da Narita e illustrato da Ginyū Shijin. L'opera è stata pubblicata sulla rivista Dengeki Comic Gao! di MediaWorks dal 27 dicembre 2006 al 27 febbraio 2008. I capitoli sono stati poi raccolti in 2 volumi formato tankōbon, pubblicati il 27 luglio 2007 e il 26 aprile 2008.

### Videogioco
Il 28 febbraio 2008 MediaWorks ha pubblicato un videogioco d'avventura per Nintendo DS intitolato semplicemente Baccano!. Esso ripercorre gli eventi avvenuti a bordo del Flying Pussyfoot, come narrato nelle light novel The Grand Punk Railroad, attraverso molteplici prospettive. Lo scopo del gioco è far arrivare i passeggeri sani e salvi fino a New York, compiendo le giuste scelte. Il gioco può concludersi con un finale tra circa cinquanta disponibili, direttamente collegato alle decisioni prese dal giocatore.

## Accoglienza
L'adattamento anime di Baccano! ha incontrato i favori del pubblico e della critica. Molti esperti hanno elogiato la serie per via della trama, i personaggi, l'animazione e la colonna sonora. Bradley Meek di T.H.E.M. Anime gli ha assegnato cinque stelle su cinque e ha affermato che "la serie è una gioia a vedersi". Nonostante il finale possa sembrare "un po' piatto", lo ha lasciato con un mix di sensazioni tra "soddisfazione e voglia di vedere di più". Inoltre ha lodato l'animazione, di una qualità non usuale in una serie televisiva, e ha riassunto l'anime come un "disordine bello e confusionario di caos e piacere".
La serie è stata molto apprezzata anche dai critici di Anime News Network. Theron Martin l'ha descritta come "a tratti spiritosa, occasionalmente brutale e quasi sempre divertente", aggiungendo che "la trama complessa e il variegato cast di personaggi, uniti alla solida animazione e colonna sonora, rendono la serie un must" e "uno dei migliori anime dell'anno". Nella sua recensione, Carl Kimlnger ha dichiarato che Baccano! è "una delle serie migliori e certamente la più accattivante, dal punto di vista della sceneggiatura, degli ultimi anni". Manuel Crispo di Everyeye.it citò Baccano! come una delle migliori serie anime tratte dalle light novel.